# Ekkehard Hübschmann
Ekkehard Hübschmann (* 1957) ist ein deutscher Ethnologe, Historiker und Genealoge.

## Leben
Nach einer Schullaufbahn in Sparneck, Münchberg, Gefrees, Nürnberg und Hamburg studierte Hübschmann an der Universität Bayreuth Ethnologie und Philosophie. In seiner Magisterarbeit ging er der Frage nach Was kann man aus heutiger Sicht unter Megalithismus in Südostasien verstehen? Im Rahmen dieser Arbeit besuchte er erstmals Asien.
Seine berufliche Tätigkeit an der Universität Bayreuth in zwei Forschungsprojekten vertiefte sein wissenschaftliches Denken. Das Projekt Der Briefwechsel von Heinrich Zschokke (1771–1848) machte ihn mit den Editionswissenschaften und der authentischen und kommentierten Übertragung handschriftlich verfasster Briefe aus dem 19. Jahrhundert vertraut. Im linguistischen Projekt Sprachatlas für Nordost-Bayern, für das er mehrere Jahre als Explorator arbeitete, lernte er die deutsche Dialektologie kennen. Er erkannte die Notwendigkeit, die Berufsfachbegriffe und Arbeitsabläufe der Handweber in Nordost-Oberfranken, West-Böhmen und im sächsischen Vogtland zu dokumentieren, solange Zeitzeugen noch davon berichten konnten. Dieser Aufgabe widmete er seine Doktorarbeit, die zunächst die Methoden der Sprachatlanten und der Oral History folgten. Mit der Betreuung durch seinen Doktorvater Gerd Spittler kam dessen Forschungsrichtung Ethnologie der Arbeit als zentraler Ansatz hinzu. Alle Arbeitsabläufe sowie die Organisation der Arbeiten in den Familien werden aus der Perspektive der Handweber als handelnde Personen im Sinne von Max Weber beschrieben. Die 2004 im Fach Ethnologie an der Universität Bayreuth eingereichte Dissertation verbindet interdisziplinär die Ethnologie der Arbeit mit der deutschen Dialektologie (Linguistische Sprachwissenschaft).
Seit 1990 – zunächst im Rahmen der Geschichtswerkstatt Bayreuth und der Geschichte der jüdischen Bayreuther 1759–1945 – widmet sich Hübschmann einem zweiten großen Forschungsprojekt, der Erforschung der fränkisch-jüdischen Geschichte in der Moderne. Zentrale Themen sind Emanzipation im frühen 19. Jahrhundert, Auswanderung, nationalsozialistische Judenverfolgung, Deportation, Gedenken der Opfer, Wiedergutmachung- und Entschädigung und Familiengeschichte.
Im Juni 2007 machte sich Hübschmann als freiberuflicher Forscher auf den Gebieten Genealogie, Familiengeschichte, Transkription von Texten in alter deutscher Schrift (Kurrent) und historische Forschung selbständig. Seitdem hat er zahlreiche genealogische und historische Projekte vor allem in Deutschland, in Polen und Böhmen durchgeführt. Seit 2008 unternahm er Konferenz- und Forschungsreisen nach Polen, Frankreich und Israel, vor allem aber in die USA. Seit 2012 hält er Vorträge auf den Konferenzen der International Association of Jewish Genealogical Societies. Er ist Mitglied der International German Genealogy Partnership.
Wie bei seiner Dissertation ist Hübschmann auch in den Rechercheprojekten von der Überzeugung geleitet, dass der Mensch im Mittelpunkt der Betrachtung stehen muss. So hält er genealogische Forschung zum Zweck, biografische Daten zu eruieren zwar für essentiell, doch gehe Familiengeschichte darüber hinaus. Es gelte möglichst viel über das Leben der Individuen in Erfahrung zu bringen und darzustellen.

## Bibliografie (Auswahl)
- Handweber im 20. Jahrhundert – Von der Arbeit und der mundartlichen Fachsprache der Handweber in NO-Oberfranken, West-Böhmen und im Sächsischen Vogtland. (online)
- Archiverfahrungen am Beispiel: Unternehmen jüdischer Bürger in Bayreuth. Geschichte quer 5 (1997):43-46.
- The Deportation from Nuremberg on 29 November 1941. In: Wolfgang Scheffler and Diana Schulle (comps.). Book of Remembrance. The German, Austrian and Czechoslovakian Jews deported to the Baltic States. Edited by „Volksbund Deutsche Kriegsgräberfürsorge e.V“ and „Riga-Komitee der deutschen Städte“ in cooperation with the „Stiftung Neue Synagoge Berlin – Centrum Judaicum“ and the memorial „Haus der Wannsee-Konferenz“. 2 vols. München 2003, S. 541–544.
- Namen der Opfer. In: Irene Hamel (Hrsg.): DenkSteine setzen – Über die Wiedergewinnung der Erinnerung an die ermordeten Juden von Bayreuth. Bayreuth 2003, S. 90–94.
- Die Deportation von Juden aus Franken nach Riga.  In: Frankenland – Zeitschrift für fränkische Landeskunde und Kulturpflege 56 (2004):344-369.
- Das Archiv der Israelitischen Kultusgemeinde Bayreuth 1759–1938 aus den Central Archives for the History of the Jewish People in Jerusalem. Herausgegeben von der Geschichtswerkstatt Bayreuth e.V. Unveröffentlichtes Manuskript. 2005.
- Das KZ-Außenlager Helmbrechts und der Todesmarsch nach Wallern und Prachatitz. Ein nichtalltägliches Beispiel von Forschung und Gedenkarbeit. Geschichte quer 13 (2006):35–39.
- Die Gedenk- und Erinnerungsstätte „Langer Gang“ in Schwarzenbach/Saale. Geschichte quer 13 (2006):63–64.
- Integration versus Assimilation. Zur Geschichte der Juden in Bayern. Geschichte quer 14 (2009):2–5.
- Restitution and Compensation Files and their Genealogical Significance. In: Avotaynu, The International Review of Jewish Genealogy, Volume XXX, Number 1, Spring 2014:45-53.
- From Germany to North America in the 19th Century: The Bavarian Example. Avotaynu, The International Review of Jewish Genealogy, Volume XXXII, Number 2, Summer 2016:25-32.
- Jüdische Familien in Hof an der Saale – Schicksale und Verfolgung im Nationalsozialismus. Mit einem Beitrag von Heide Inhetveen. Transit, Berlin 2019. ISBN 978-3-88747-370-9
- Jüdische Einwohner von Oberkotzau und Schwarzenbach an der Saale – Schicksale und Verfolgung im Nationalsozialismus. Oberkotzauer Bündnis für Toleranz und Demokratie[3], Oberkotzau 2019. ISBN 978-3-00-061900-7

## Vorträge (Auswahl)
- »Evakuiert nach dem Osten« – Die acht Deportationen jüdischer Bürger aus Franken, gehaltem im Dokumentationszentrum Reichsparteitagsgelände, Nürnberg am 29. Juni 2010.
- The Emigration from Franconia to the Free States of North America in the 19. Century. Indianapolis, USA, 8. September 2011, Max Kade German-American Center in collaboration with the Indiana University-Purdue University Indianapolis.
- Jüdische Bürger der Stadt Selb vor und während der NS-Zeit. Selb, Rosenthal-Theater, 4. Februar 2012 im Rahmen des Jubiläums des Konzerns Vishay Intertechnology, Inc., 50 Jahre in Deutschland und 25 Jahre in Selb.
- The Genealogical Significance of Old Photos and Postcards (L’importance généalogique des vieilles photos et des cartes postales). Paris, 32nd IAJGS International Conference on Jewish Genealogy, 18. Juli 2012.
- Restitution and Compensation Files and their Genealogical Significance. Boston, 33rd IAJGS International Conference on Jewish Genealogy, 8. August 2013.
- From Germany to North America in the 19th Century – The Bavarian Example. Salt Lake City, 34th IAJGS International Conference on Jewish Genealogy, 31. Juli 2014.
- World War I: Photos, Field Post, War Diaries, Military Records in Archives. Jerusalem, 35th IAJGS International Conference on Jewish Genealogy, 6. Juli 2015.
- Life Under the Restrictive Laws for Jews in 19th Century Germany. Jerusalem, 35th IAJGS International Conference on Jewish Genealogy, 7. Juli 2015.
- Buried Treasures: Hardly Known Files of Genealogical Significance in German Archives – 19th Century. Seattle, 36th IAJGS International Conference on Jewish Genealogy, 10. August 2016 und Warschau, 38th IAJGS International Conference on Jewish Genealogy, 9. August 2018.
- Buried Treasures: Hardly Known Files of Genealogical Significance in German Archives – 20th Century. Warschau, 38th IAJGS International Conference on Jewish Genealogy, 9. August 2018.
- Fotos einer Trauerfeier und einer Massenbeisetzung im Herbst 1946. Zu den Todesmärschen im Raum Münchberg, zur neuen Jüdischen Gemeinde nach 1945 und den jüdischen Farmen im Landkreis. Münchberg, 29. Januar 2020.

## Projektografie
- 1990 bis (andauernd) Die jüdischen Bayreuther 1759–1945.
- 1999 bis (andauernd) Ottemberg-Isaak-Fleischmann, die Familiengeschichte und Genealogie einer jüdischen Familie aus Oberfranken im 19. und 20. Jahrhundert (Langzeitprojekt).
- 2000–2006 Mikroverfilmung und Digitalisierung des Archivs der früheren Israelitischen Kultusgemeinde Bayreuth 1787–1938. Mitwirkung als Leiter des Projektes der Geschichtswerkstatt Bayreuth e.V.[4]
- 2001–2003 Denk-Steine zum Gedenken an die jüdischen Bayreuther, die Opfer des Nationalsozialismus wurden. Beteiligung von Schülern der fünf Bayreuther Gymnasien, der Städtischen Wirtschaftsschule und Angehörige des 2. Bataillons des Luftwaffenausbildungsregiments 3 der Bundeswehr in Bayreuth. Mitwirkung als maßgeblich Beteiligter des Projektes der Geschichtswerkstatt Bayreuth e.V.[5]
- September 2003 Geste der Erinnerung. Einwöchiges Einladungsprojekt für ehemalige Bayreuther jüdischen Glaubens aus Großbritannien, Kanada, Israel und den USA. Mitwirkung als maßgeblich Beteiligter des Projektes der Geschichtswerkstatt Bayreuth e.V. anlässlich der offiziellen Übergabe der Ausstellung und der Denk-Steine an die Stadt Bayreuth am 15. September 2003.[6]
- Februar 2005 Initiierung der Arbeitsgemeinschaft fränkisch-jüdische Geschichte (AGfjG), einem losen Verbund von Privatforschern, die sich schon seit Jahren mit der jüdischen Geschichte ihrer Stadt oder ihrer Region beschäftigen mit dem Ziel der Vorbereitung des Projektes zur Erforschung der Deportationen der Juden aus Franken 1941–1944.[7]
- Mai 2007 bis Juni 2010 Forschungsprojekt Die jüdischen Ansbacher der 1930er Jahre, gefördert aus privater Hand zum Anschub eines umfassenderen Projektes gleicher Thematik.[8][9]
- September 2009 bis Januar 2010 Forschungsauftrag zu den jüdischen NS-Opfern der Stadt Selb. Im Auftrag der Stadt Selb wurden die jüdischen Holocaust-Opfer aus Selb eruiert sowie ihr Leben und Formen der Verfolgung erforscht. Die Ergebnisse wurden in zwei öffentlichen Vorträgen bekannt gegeben und auf der Basis der Forschung Stolpersteine verlegt (siehe Liste der Stolpersteine in Selb).
- Seit November 2014 Forschungs- und Publikationsauftrag Die jüdischen Hofer 1933–1945 finanziert durch die Hermann und Bertl Müller–Stiftung[10]. Erforscht und dargestellt werden Schicksale unter der nationalsozialistischen Judenverfolgung der jüdischen Bürger von Hof a.d. Saale, Oberfranken.
- 2015–2016 The Baum Family of Kansas City (familienhistorische Forschung in süddeutschen Archiven im Auftrag von Kenneth Baum).